# Ilie Matei (Politiker)
Ilie Matei (* 13. April 1932 in Găneasa, Kreis Olt) ist ein ehemaliger rumänischer Politiker der Rumänischen Kommunistischen Partei PCR (Partidul Comunist Român), der unter anderem zwischen 1986 und 1989 Kandidat sowie anschließend 1989 Mitglied des Politischen Exekutivkomitees des Zentralkomitees (ZK) der PCR war.

## Leben
Matei war nach dem Schulbesuch als Bauarbeiter tätig und trat 1953 der Rumänischen Arbeiterpartei PMR (Partidul Muncitoresc Român) bei. Nachdem er von 1956 bis 1957 Instrukteur des Komitees der Arbeiterjugend UTM (Uniunea Tineretului Muncitor) in der Region Kleine Walachei war, absolvierte er zwischen 1957 und 1958 ein Studium an der UTM-Parteischule „Filimon Sârbu“ und war danach von 1958 bis 1961 Erster Sekretär des UTM-Komitees von Plenița. Anschließend war er zwischen 1961 und 1962 Erster Sekretär des UTM-Komitees von Craiova und absolvierte von 1962 bis 1965 ein Studium an der Parteischule „Ștefan Gheorghiu“.
Nach Beendigung des Studiums war er 1965 bis 1968 Vorsitzender der Kommission der Union junger Kommunisten UTC (Uniunea Tineretului Comunist) und der Union für Körperkultur und Sport UCFS (Uniunea de Cultură Fizică și Sport) des Parteikomitees der Region Kleine Walachei. Danach fungierte er zwischen 1968 und 1972 als Leiter der Organisationsabteilung sowie Mitglied des Büros des Parteikomitees im Kreis Mehedinți und absolvierte in dieser Zeit auch ein Studium der Wirtschaftswissenschaften an der Akademie für Wirtschaftsstudien, an der er 1970 einen Doktortitel erwarb.
Daraufhin war er zwischen 1972 und dem 3. Februar 1977 Sekretär für Propaganda des Parteikomitees sowie Vizepräsident des Exekutivrates des Volksrates im Kreis Mehedinți und anschließend vom 3. Februar 1977 bis 1978 Stellvertretender Leiter der ZK-Abteilung für Propaganda, ehe er zwischen 1978 und 1981 Mitglied des Rates für sozialistische Kultur und Bildung, Sekretär der ZK-Kommission für Ideologie und Sekretär der Kommission für politische Bildung beim Obersten Rat für wirtschaftliche und soziale Entwicklung war. Matei wurde auf dem Zwölften Parteitag der PCR vom 19. bis 23. November 1979 Kandidat des ZK und behielt diese Funktion bis März 1984.
Am 22. Juni 1981 wurde er Sekretär für Propaganda des Parteikomitees im Kreis Brăila und übte diese Funktion bis zum 13. April 1983 aus. Danach war er zwischen dem 13. April 1983 und November 1985 Erster Sekretär des Parteikomitees im Kreis Caraș-Severin. Auf einem ZK-Plenum im März 1984 wurde er Mitglied des ZK der PCR und gehörte diesem Gremium bis zur Revolution am 22. Dezember 1989 an.
Im April 1986 wurde Matei auf einem ZK-Plenum Kandidat des Politischen Exekutivkomitees des ZK und behielt diese Funktion bis zum 22. November 1989.
Auf dem Vierzehnten Parteitag der PCR vom 20. bis 24. November 1989 wurde Matei schließlich Mitglied des Politischen Exekutivkomitees des ZK und gehörte auch diesem Gremium bis zur Revolution am 22. Dezember 1989 aus.
Am 18. November 1985 übernahm Matei die Funktion als Erster Sekretär des Parteikomitees sowie als Präsident des Exekutivkomitees des Volksrates im Kreis Timiș und behielt diese Ämter ebenfalls bis zum 22. Dezember 1989 aus. 1985 wurde er ferner Mitglied der Großen Nationalversammlung (Marea Adunare Națională) und vertrat in dieser bis zum 22. Dezember 1989 den Wahlkreis Bocșa Nr. 3.

## Weblink
- Biografie in Consiliul Național pentru Studiera Arhivelor Securității. Membrii C.C. al P.C.R. 1945–1989. Dicționar, S. 383

| Personendaten    | Personendaten               |
| ---------------- | --------------------------- |
| NAME             | Matei, Ilie                 |
| KURZBESCHREIBUNG | rumänischer Politiker (PCR) |
| GEBURTSDATUM     | 13. April 1932              |
| GEBURTSORT       | Găneasa, Kreis Olt          |